# Miskolc temetőinek listája
Miskolc területén összesen 34 temető található. Ebből önkormányzati tulajdonban hét működő (köztük a legnagyobb, a Szentpéteri kapui, illetve több olyan, ami Miskolchoz csatolt kisebb települések temetője) és hat lezárt temető (köztük a katonatemetők, az 56-osok parcellája, a régi zsidótemető és a tetemvári Hősök temetője) van. Ezek folyamatos felszámolás alatt állnak. A városban jelenlévő felekezetek közül a római és görögkatolikusoknak, reformátusoknak, evangélikusoknak és zsidóknak van temetőjük.

## A temetők listája

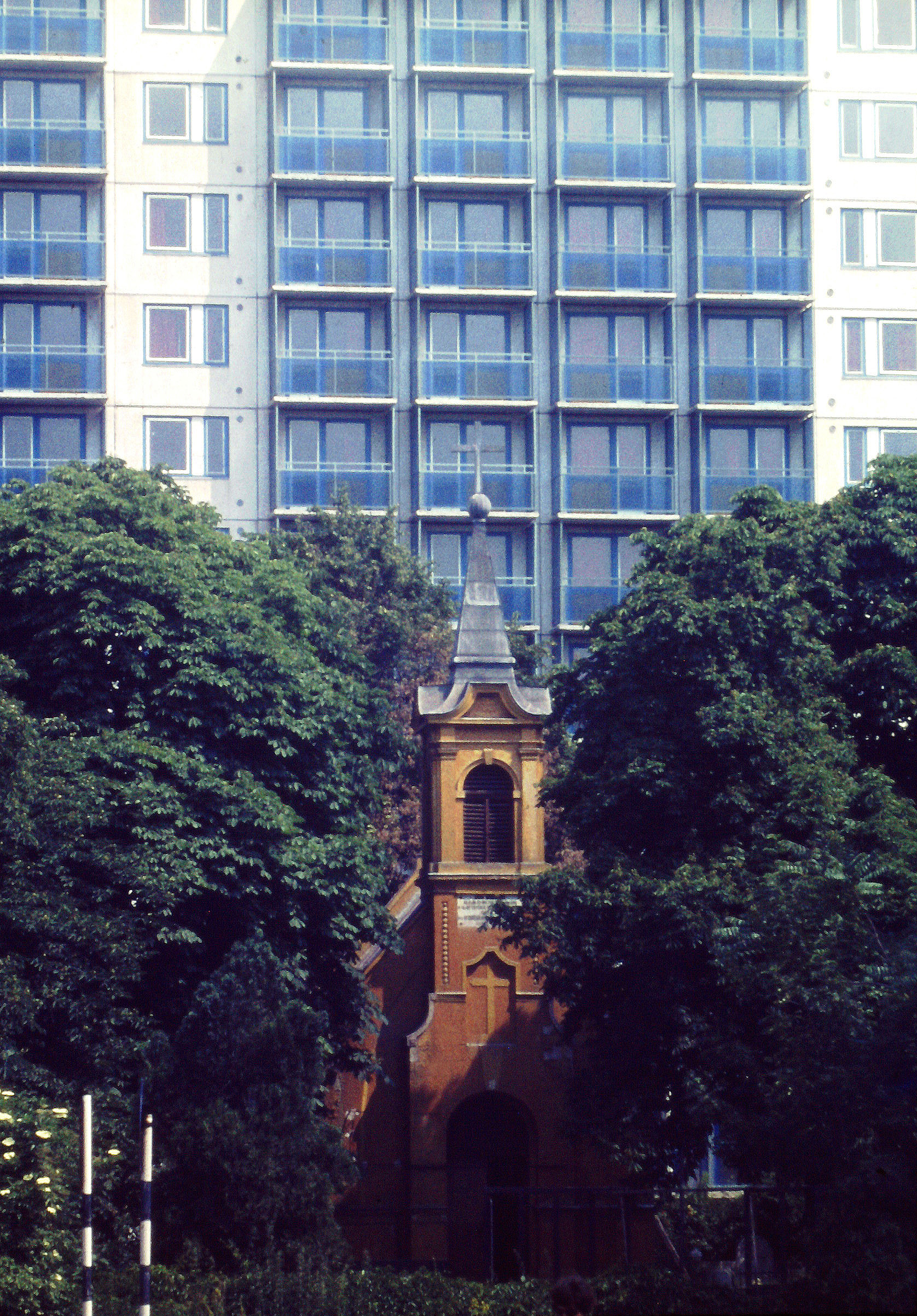
A Mindszenti temető kápolnája (1977-es felvétel)

| Név                                  | Felekezet   | Tulajdonos   | Alapítva         | Városrész         | Megjegyzés           |
| ------------------------------------ | ----------- | ------------ | ---------------- | ----------------- | -------------------- |
| Avasi református temető              | református  | egyház       | 11. század       | Avas              | műemlék              |
| Avasi zsidó temető                   | zsidó       | hitközség    | 1759 előtt       | Avas              |                      |
| Bükkszentlászlói köztemető           |             | önkormányzat | 1712 körül       | Bükkszentlászló   |                      |
| Deszkatemető                         | református  | egyház       | 17. század eleje | Tetemvár          |                      |
| Diósgyőri temető                     | katolikus   | egyház       |                  | Diósgyőr          |                      |
| Diósgyőri temető                     | református  | egyház       |                  | Diósgyőr          |                      |
| Diósgyőri temető                     | evangélikus | egyház       |                  | Diósgyőr          |                      |
| Felsőhámori köztemető                |             | önkormányzat |                  | Felsőhámor        |                      |
| Feszty Árpád utcai temető            | katolikus   | egyház       |                  | Bábonyibérc       |                      |
| Görömbölyi temető                    | katolikus   | egyház       |                  | Görömböly         |                      |
| Hejőcsabai temető                    | katolikus   | egyház       |                  | Hejőcsaba         | korlátozottan üzemel |
| Hejőcsabai temető                    | református  | egyház       |                  | Hejőcsaba         | korlátozottan üzemel |
| Hősök temetője                       |             | önkormányzat | 1914             | Tetemvár          | korlátozottan üzemel |
| Katonakert (Koleratemető)            |             | önkormányzat | 1914             | Zsolcai kapu      | lezárt               |
| Kilián-északi temető                 |             | önkormányzat |                  | Kilián-észak      | lezárt               |
| Komlóstetői temető                   |             | önkormányzat |                  | Komlóstető        | lezárt               |
| Majláthi temető (Csóka utcai temető) | katolikus   | egyház       | 1737             | Majláth           | lezárt (1973)        |
| Martinkertvárosi urnatemető          | ökumenikus  | ref. egyház  |                  | Martinkertváros   |                      |
| Mindszenti temető                    | katolikus   | egyház       |                  | Belváros          |                      |
| Mindszenti temető                    | evangélikus | egyház       |                  | Belváros          |                      |
| Nagyleány temető                     | református  | egyház       |                  | Bodótető          |                      |
| Nagyleány temető                     | evangélikus | egyház       |                  | Bodótető          |                      |
| Ómassai köztemető                    |             | önkormányzat |                  | Ómassa            |                      |
| Őzugrói temető                       |             | önkormányzat |                  | Lyukóbánya        |                      |
| Szent Borbála temető                 |             | önkormányzat |                  | Pereces           |                      |
| Régi köztemető                       |             | önkormányzat |                  | Tetemvár          | lezárt               |
| Róna utcai temető                    | zsidó       | önkormányzat |                  | Diósgyőr          | lezárt               |
| Szent Anna temető                    | katolikus   | egyház       |                  | Vologda városrész |                      |
| Szent József temető                  | katolikus   | egyház       |                  | Ruzsin            |                      |
| Szentpéteri kapui köztemető          |             | önkormányzat | 1970             | Szentpéteri kapu  |                      |
| Szirmai temető                       | katolikus   | egyház       |                  | Szirma            |                      |
| Szirmai temető                       | református  | egyház       |                  | Szirma            |                      |
| Törkölyösi temető                    | református  | egyház       |                  | Ruzsin            |                      |
| Vasgyári köztemető                   |             | önkormányzat |                  | Diósgyőr-Vasgyár  |                      |